# Carl Christian Gottsche
Carl Christian Gottsche, född 1 mars 1855, död 11 oktober 1909, var en tysk geolog.
Gottsche var 1881–1885 professor i geologi i Tokyo, blev 1887 intendent vid naturhistoriska museet i Hamburg, 1900 professor samt 1907 direktor för det mineralogisk-geologiska institutet där. Gottsche har gjort stora insatser i utforskandet av nordvästra Tysklands, särskilt Schleswig-Holsteins geologiska förhållanden.